# Dicon
Dicon (grec ancien : Δίκων) est un athlète de la Grèce antique. Natif de la cité de Kaulon, il concourut pour Syracuse. Il remporta quinze victoires lors des jeux panhelléniques : cinq aux jeux pythiques, trois aux jeux isthmiques, quatre aux jeux néméens et trois aux Jeux olympiques.

## Biographie
Dicon, fils de Callimbrotos, naquit à Kaulon. Ce fut pour sa cité natale qu'il remporta la course à pied des garçons (stadion d'une longueur d'un stade, environ 192 m), probablement en 392 av. J.-C.,,. Pour toutes ses victoires suivantes aux jeux panhelléniques, il fut considéré comme Syracusain,,.
Diverses explications sont proposées. Selon Pausanias, il se serait laissé tenter par des « cadeaux »,. Cependant, Kaulon fut conquise par Denys l'Ancien en 389 av. J.-C. et ses habitants furent déplacés à Syracuse où la citoyenneté leur fut accordée,.
Il remporta la course à pied du stadion lors des 99e Jeux olympiques, en 384 av. J.-C., ainsi qu'une autre course non spécifiée (diaulos ou hoplitodromos),,,,,.
Outre ses victoires au stadion des garçons et au stadion des hommes, une autre victoire olympique à la course en 384 av. J.-C. lui est attribuée ainsi que cinq victoires aux jeux pythiques, trois aux jeux isthmiques, quatre aux jeux néméens,,,.

### Sources antiques
- Diodore de Sicile, Bibliothèque historique [détail des éditions] [lire en ligne] (14, 26) et (15, 14).
- Eusèbe de Césarée, Chronique, Livre I, 70-82. Lire en ligne.
- Pausanias, Description de la Grèce [détail des éditions] [lire en ligne] (6, 3, 11).